# Anommatus politipennis
Anommatus politipennis is een keversoort uit de familie knotshoutkevers (Bothrideridae). De wetenschappelijke naam van de soort werd in 1947 gepubliceerd door Zoltán Kaszab.